# Cannon Falls
Cannon Falls ist eine Kleinstadt (mit dem Status „City“) im Goodhue County im US-amerikanischen Bundesstaat Minnesota. Das U.S. Census Bureau hat bei der Volkszählung 2020 eine Einwohnerzahl von 4.220 ermittelt.

## Geografie
Cannon Falls liegt beiderseits des Cannon River auf 44°30′25″ nördlicher Breite und 92°54′20″ westlicher Länge und erstreckt sich über 10,39 km².
Benachbarte Orte von Cannon Falls sind Randolph (11 km westlich), Hampton (14,8 km nordwestlich) und New Trier (11,5 km nördlich).
Die nächstgelegenen größeren Städte sind Rochester (70 km südöstlich) und das Ballungsgebiet um die Städte Minneapolis und Saint Paul liegt 72,2 km nordwestlich.

## Verkehr
Entlang der westlichen Stadtgrenze verläuft in Nord-Süd-Richtung der U.S. Highway 52, der die schnellste Verbindung von Saint Paul nach Rochester bildet. Im Zentrum von Cannon Falls kreuzen die von West nach Ost verlaufende Minnesota State Route 19 und die von Nord nach Süd führende Minnesota State Route 20. Alle weiteren Straßen sind untergeordnete teils unbefestigte Landstraßen sowie innerörtliche Verbindungsstraßen.
In Cannon Falls endet eine Nebenstrecke der Union Pacific Railroad, die im 23,1 km westlich gelegenen Northfield Anschluss an das landesweite Eisenbahnnetz hat.
Die nächstgelegenen Flughäfen sind der Rochester International Airport (83,2 km südöstlich) und der größere Minneapolis-Saint Paul International Airport (62,1 km nordwestlich).

## Demografische Daten
Nach der Volkszählung im Jahr 2010 lebten in Cannon Falls 4083 Menschen in 1708 Haushalten. Die Bevölkerungsdichte betrug 393 Einwohner pro Quadratkilometer. In den 1708 Haushalten lebten statistisch je 2,33 Personen.
Ethnisch betrachtet setzte sich die Bevölkerung zusammen aus 96,3 Prozent Weißen, 0,4 Prozent Afroamerikanern, 0,5 Prozent amerikanischen Ureinwohnern, 0,5 Prozent Asiaten sowie 0,8 Prozent aus anderen ethnischen Gruppen; 1,5 Prozent stammten von zwei oder mehr Ethnien ab. Unabhängig von der ethnischen Zugehörigkeit waren 2,2 Prozent der Bevölkerung spanischer oder lateinamerikanischer Abstammung.
23,9 Prozent der Bevölkerung waren unter 18 Jahre alt, 59,1 Prozent waren zwischen 18 und 64 und 17,0 Prozent waren 65 Jahre oder älter. 51,7 Prozent der Bevölkerung war weiblich.

Das mittlere jährliche Einkommen eines Haushalts lag bei 46.149 USD. Das Pro-Kopf-Einkommen betrug 25.053 USD. 6,7 Prozent der Einwohner lebten unterhalb der Armutsgrenze.